# Третья битва за Харьков
Третья битва за Харьков или Харьковская оборонительная операция — боевые действия с 4 по 25 марта 1943 года на южном участке советско-немецкого фронта в районе Харькова и Белгорода. В результате упорных боёв немецкие войска, отразив советское наступление, отбили города Харьков и Белгород. Войска левого крыла Воронежского фронта и 6-й армии Юго-Западного фронта были вынуждены отойти на рубеж Краснополье, Березов, Белгород и реки Северский Донец. Действия сторон были остановлены из-за начала распутицы.

## Военно-стратегическая ситуация
13 января — 3 марта 1943 года в ходе развернувшегося наступления советские войска нанесли тяжёлое поражение вражеской группе армий «Б». Входившие в её состав 2-я венгерская и 8-я итальянская армии были почти полностью разгромлены. Освобождена от оккупантов значительная территория, крупные промышленные и административные центры — Воронеж, Курск, Белгород, Харьков и другие. 
С точки зрения командующего группы армий «Дон» (позднее она же — ГА «Юг») Э. фон Манштейна основную опасность зимой 1942/43 представляла собой возможность отсечения сил группы армий «А» на Кубани и всей южной группы войск от Днепра до Азовского моря. Эта опасность, по мнению Манштейна, была связана со значительной протяженностью коммуникаций немецкой армии и большим численным перевесом советских войск:

Кроме преимуществ стратегической обстановки, Советы имели огромное численное превосходство. [. . .] В марте 1943 г. группа армий «Юг» (бывшая группа армий «Дон») имела на 700-километровом фронте от Азовского моря до района севернее Харькова 32 дивизии. Противник же имел на этом фронте, включая и резервы, 341 соединение (стрелковые дивизии, танковые и механизированные бригады и кавалерийские дивизии).
Даже после того, как группа армий была усилена 1-й танковой армией и переданными ей Главным командованием войсками и в её состав вошли 3-я, а затем и 4-я немецкие армии, соотношение сил немецких войск и войск противника равнялось 1 : 7 (это соотношение установлено с учётом того, что некоторые русские соединения по численности уступали немецким дивизиям).

По мнению Манштейна, стратегическая угроза для немецких войск состояла в опасной близости противника к узлам коммуникаций германской армии — Ростову и Запорожью. Он опасался, что все южное крыло немецкой армии может быть отрезано, прижато к берегу Азовского моря и здесь уничтожено. Эта опасность ещё больше увеличилась после успешного январского наступления советских войск к северу от Ворошиловграда (Острогожско-Россошанская операция), и разгрома венгерских и итальянских войск, прикрывавших разрыв в немецком фронте в этом районе. .
15 февраля советские войска начали штурм Харькова. Под угрозой окружения командир 2-го танкового корпуса СС Пауль Хауссер отдал приказ покинуть город, несмотря на категорический запрет Гитлера. Манштейн заметил по этому поводу:
Если бы Харьков был оставлен по приказу какого-либо армейского генерала, то Гитлер, несомненно, предал бы его военному суду. Но так как это был танковый корпус СС, который, — действуя, впрочем, совершенно правильно, — избежал окружения, этого не произошло.
Через несколько дней командующий харьковской группой вермахта генерал Хуберт Ланц был заменён генералом танковых войск Кемпфом. Вскоре данная группа войск получила официальное название «Армейская группа Кемпфа».

## Первые контрудары вермахта

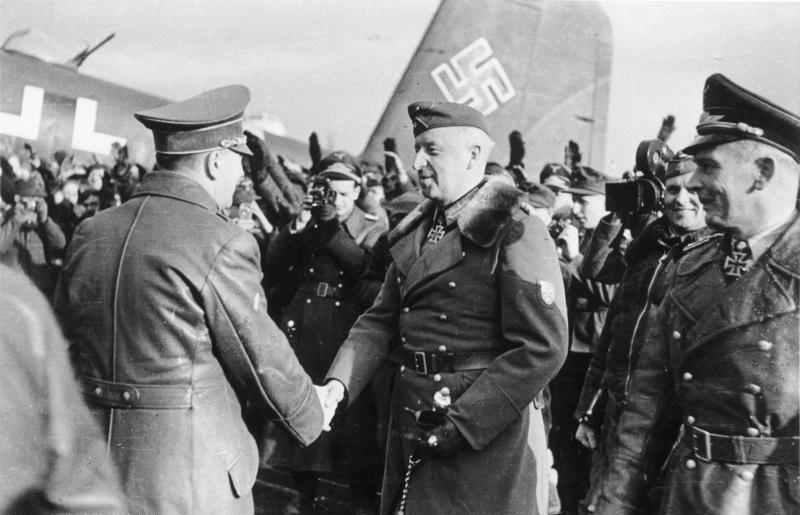
Гитлер и командующий группой армий «Дон» Э. фон Манштейн в Запорожье.

К середине февраля немецкое командование окончательно убедилось, что основной удар советских войск ведётся в направлении на Запорожье через брешь между 1-й танковой армией на юге и группой Ланца на севере. Стало очевидно, что целью этого наступления являлись переправы через Днепр.
12 февраля штаб группы армий «Дон» (с этого момента она получила название группа армий «Юг») был переведён из Сталино в Запорожье. 18 февраля в ставку Манштейна в Запорожье прилетел Гитлер. В результате двухдневных совещаний было принято решение отказаться от попыток вернуть Харьков, на чём вначале настаивал Гитлер, и сосредоточить усилия на борьбе с прорывом. Поскольку передовые части советских войск к этому времени находились уже в 60 км от Запорожья, Гитлер быстро согласился со всеми доводами Манштейна и отбыл.
19 февраля Манштейн отдал приказ о переходе 4-й танковой армии в контрнаступление с целью остановить советские войска, наступавшие через Павлоград. 22 февраля был занят Павлоград. Задача обороны путей к Днепру с севера через Красноград или Днепропетровск, либо через Полтаву или Кременчуг была возложена на группу Кемпф.

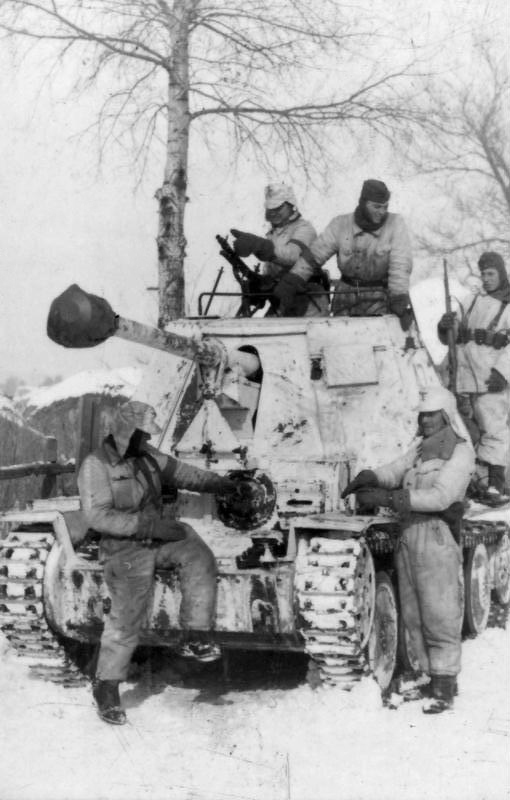
Солдаты 1-й дивизии СС «Лейбштандарт СС Адольф Гитлер» рядом с противотанковой САУ Marder III. Февраль 1943

На южном участке фронта немцам удалось отразить наступление советских войск на линии реки Миус. 14-я и 15-я гвардейские механизированные бригады 4-го гвардейского механизированного корпуса, прорвавшие позиции немцев у Матвеева Кургана, были окружены. У Дебальцево попали в окружение и после неудачной попытки прорыва были вынуждены сдаться в плен части советского 8-го кавалерийского корпуса, ранее совершившие прорыв за линию фронта. Раненый командир корпуса генерал-майор М. Д. Борисов попал в плен.
Советские танковые части из группы генерала М. М. Попова, подошедшие вплотную к Запорожью, из-за отсутствия горючего остановились в 20 км от города, и впоследствии немцам их удалось расчленить на мелкие группы и уничтожить.
На центральном участке фронта 1-я танковая армия немцев разбила четыре советских танковых и механизированных корпуса, стоявших перед её западным фронтом.
25 февраля немецкие войска (дивизии «Рейх» и «Мёртвая голова») в ходе ожесточённых боёв заняли Лозовую. В боях на этом направлении погиб командир немецкой дивизии «Мёртвая голова» Эйке. 27 февраля части дивизии «Мёртвая голова» заняли Царедаровку и Панютино.
В результате описанных событий к 1 марта у немецкого командования появился шанс вновь овладеть рубежом по Донцу и, перейдя реку по льду, зайти в тыл советской группировки в районе Харькова.

## Положение Воронежского фронта
В последней декаде февраля перспективы Воронежского фронта во многом обусловливались обстановкой, которая складывалась в полосе соседнего Юго-Западного фронта. Под ударами перешедшего в контрнаступление врага армии его правого крыла совершали вынужденный отход с целью организации обороны по восточному берегу р. Северский Донец. Это вело к утрате взаимодействия между двумя фронтовыми объединениями и создавало угрозу выхода немецких танковых дивизий в тыл Воронежского фронта. С учётом сложившегося положения, командующий его войсками генерал-полковник Ф. И. Голиков 1 марта принял решение «до ликвидации наступления противника на Харьков… в основном перейти к временной обороне», сохранив наступательные задачи только для 60-й и 38-й армий. На следующий день Ставка ВГК утвердила его решение.
К тому времени на левом крыле Воронежского фронта (40, 69-я и 3-я танковая армии), в полосе шириной 219 км, действовали 16 стрелковых и кавалерийских дивизий, один танковый корпус, восемь танковых бригад, два танковых полка, 27 артиллерийских полков различного назначения. В составе этой группировки имелось 2157 орудий и миномётов (9,8 на 1 км), в том числе 542 орудия противотанковой артиллерии (2,4 на 1 км), и 115 танков (0,5 на 1 км). Её поддержку с воздуха осуществляла 2-я воздушная армия, насчитывавшая 151 самолёт.
В результате длительного по времени наступления армейские объединения значительно оторвались от баз снабжения. Их удаление составляло до 300 км. Располагая только 1062 грузовыми автомашинами, фронт не мог обеспечить ими своевременный подвоз и накопление необходимых материальных средств. В связи с этим его соединения и части, и без того имевшие большой некомплект в людях, испытывали острый недостаток в боеприпасах и горючем.
Все три армии были развёрнуты в первом эшелоне. В глубине сосредоточивалась «оперативная группа обороны Харькова», в которую вошли 62-я гвардейская стрелковая дивизия, 86-я танковая бригада, 17-я бригада войск НКВД и отдельные подразделения 3-й танковой армии. Её возглавил заместитель Ф. И. Голикова генерал-лейтенант Д. Т. Козлов. Кроме того, с правого на левое крыло фронта перегруппировывались одна стрелковая дивизия и две стрелковые бригады из состава 60-й и 38-й армий. Одновременно в резерв выводились 107-я, 183-я и 340-я стрелковые дивизии из 40-й армии в готовности прикрыть разрыв в построении на смежных флангах 69-й и 3-й танковой армий.
Подавляющая часть сил и средств 40-й, 69-й и 3-й танковой армий размещалась в тактической зоне обороны (ТЗО), которая состояла только из одной — главной — полосы и занималась дивизиями первого эшелона. Глубина ТЗО составляла от 2—3 до 5—7 км. При действиях в широких полосах командиры соединений были лишены возможности создать сплошные оборонительные рубежи, в результате чего сосредоточивали основные усилия на удержании отдельных участков (районов) местности, узлов дорог и населенных пунктов.

## Начало контрнаступления вермахта
Последовательно реализуя на практике замысел начатого в Донбассе контрудара, командующий группой армий «Юг» генерал-фельдмаршал Э. Манштейн в конце февраля — начале марта осуществил перегруппировку в район юго-западнее Харькова основных сил 4-й танковой армии (2-й танковый корпус СС и 48-й танковый корпус). Против левого крыла Воронежского фронта он развернул, с учётом ранее находившейся здесь оперативной группы «Ланц», до десяти пехотных, одну моторизованную и пять танковых дивизий (560—580 танков и штурмовых орудий). Поддержку наземных войск должна была осуществлять авиационная группировка, насчитывавшая 500—550 самолётов.

### Бои за Харьков
С утра 4 марта немецкие войска начали наступление на Харьков с южного направления против поспешно перешедших к обороне частей 3-й танковой армии (генерал-лейтенант П.С. Рыбалко) Воронежского фронта. В поисках слабых мест в обороне советских войск командование группы армий «Юг» осуществило манёвр танковыми дивизиями СС «Лейбштандарт СС Адольф Гитлер» и «Мёртвая голова» вдоль линии соприкосновения сторон. 6 марта после артиллерийской и авиационной подготовки они во взаимодействии с соединениями оперативной группы «Кемпф» нанесли удар на смежных флангах 69-й (генерал-лейтенант М. И. Казаков) и 3-й танковой армий.
В результате первого дня боёв противнику удалось нанести значительный урон 69-й армии, особенно в артиллерии, и глубоко охватить её с флангов. Это привело к отходу 161, 180, 160-й стрелковых дивизий и 37-й стрелковой бригады, а также к окружению 270-й стрелковой дивизии. Одновременно под угрозой обхода с фланга начали отход 48-я гвардейская и 350-я стрелковые дивизии, 253-я и 104-я стрелковые бригады 3-й танковой армии.
В целом отразить наступление вражеской группировки в пределах тактической зоны обороны в полосах 69-й и 3-й танковой армий не удалось. К исходу 7 марта противник вклинился на их смежных флангах на глубину до 40 км. Расширяя прорыв в сторону флангов, он добился того, что обе армии начали отход по расходящимся направлениям, на северо-восток и юго-восток, соответственно. Это привело к образованию значительного разрыва в построении Воронежского фронта и создало угрозу выхода дивизий танкового корпуса СС к Харькову.
Стремясь закрыть брешь между флангами 69-й и 3-й танковой армий, генерал-полковник Ф. И. Голиков решил построить оборону по рубежу Крысино, Ольшаны, Люботин, Буды и далее по рекам Мерефа и Мжа за счёт выдвижения на угрожаемое направление 107, 183-й и 340-й стрелковых дивизий 40-й армии. Однако они в ходе совершения марша были атакованы танковыми дивизиями СС «Лейбштандарт СС Адольф Гитлер» и «Мёртвая голова» (введена в сражение с утра 8 марта), приняли встречный бой в невыгодных условиях, понесли тяжёлые потери и, частично потеряв управление, отошли в полосу 69-й армии. В итоге направление к Харькову с севера было прикрыто только сосредоточенным накануне в районе Дергачей 6-м гвардейским кавалерийским корпусом 3-й танковой армии. Других сил, способных реально повлиять на изменение обстановки на направлении главного удара танкового корпуса СС, ни фронт, ни армии не имели.
Вместе с тем, советское командование всё ещё видело дальнейшие перспективы в скором разгроме врага и последующем выходе к Днепру. В докладе Верховному Главнокомандующему представитель Ставки ВКГ на Воронежском фронте маршал Советского Союза А. М. Василевский и командующий его войсками Ф. И. Голиков констатировали: «Противник ближайшей своей целью поставил овладеть Харьковом. Обстановка здесь… продолжает оставаться напряженной. Противник, сосредоточив до шести танковых дивизий в общем составе до 350 танков при 300 самолётах, в период с 2 по 7 марта после упорных боёв отбросил сильно ослабленные… силы 3-й танковой армии на рубежи Валок, Мерефа, Соколово, Тарановка. Основные усилия в течение 6 и 7 марта противник направил на Харьков с юго-запада через Валки и Новую Водолагу. В ночь на 8 марта ему удалось занять Валки. Все атаки противника 7 марта от Новой Водолаги на Мерефу и на других участках фронта, а также попытки переправиться на северный берег Северского Донца у Федорова (Ватутин — Авт.) отбиты…».
К тому времени такой элемент построения фронта, как «оперативная группа обороны Харькова», прекратил свое существование, а все войска, находившиеся в нём, были подчинены командующему 3-й танковой армией генерал-лейтенанту П. С. Рыбалко. В своем донесении Ф. И. Голикову он сообщал: «… Положение создается критическое, город силами 19-й стрелковой дивизии и 17-й бригады НКВД, к тому же небоеспособных, я не удержу. Резервов нет. Противник может перерезать все пути отхода. Боеприпасы на исходе, горючего нет. В городе имею более 3000 раненых. Вывезти не имею возможности. Часть автоматчиков и самоходных орудий по Белгородскому шоссе прорвались в город, заняли Госпром, полотно Сумской ж.д…».
Утром 10 марта мотопехотные и танковые части дивизии СС «Лейбштандарт СС Адольф Гитлер» при поддержке авиации начали наступление против 6-го гвардейского кавалерийского корпуса. Отбросив его подразделения в леса северо-восточнее Черкасской Лозовой и Русской Лозовой, они перерезали шоссе на Белгород и к вечеру отдельными группами проникли на северо-восточную окраину Харькова. На следующий день передовые отряды немецких войск прорвались в центр города. Одновременно в ночь на 12 марта 2-я танковая дивизия СС «Рейх» преодолела сопротивление 303-й стрелковой дивизии на его западной окраине и в ходе боя достигла железнодорожного вокзала.
В отличие от соединений 2-го танкового корпуса СС, которые уже ворвались в Харьков, 48-й танковый корпус «завяз» в боях южнее и юго-восточнее города. В связи с этим командующий группой армий «Юг» поставил задачу дивизии СС «Мёртвая голова» обойти его с востока. Развивая наступление, её части 13 марта вышли на основную коммуникацию 3-й танковой армии РККА. Понимая, что такие действия врага ведут к её окружению, генерал-полковник Ф. И. Голиков принял решение нанести контрудар, к которому планировал привлечь 18-й танковый корпус с подчинённой ему 173-й танковой бригадой. Но выполнить поставленную задачу, имея всего 12 танков, они оказались не в состоянии. Окружение вокруг 3-й танковой армии замкнулось.
15 марта генерал-майор Е. Е. Белов, руководивший обороной города, принял решение пробиваться в направлении на юго-восток, между Змиёвым и Чугуевым. Прорыв был осуществлен в целом успешно, и к 17 марта защитники Харькова сосредоточились на восточном берегу реки Северский Донец.
В ночь на 15 марта в штаб фронта поступила директива Ставки Верховного Главнокомандования с разрешением оставить Харьков и отойти на левый берег р. Северский Донец. Как отмечалось в отчёте штаба 3-й танковой армии, к исходу 17 марта, «преодолевая сопротивление противника, части армии вышли в южном направлении до 5000 человек и в северо-восточном направлении до 3500 человек. 62-я гвардейская стрелковая дивизия вышла, имея без тылов около 2500 человек… 350-я стрелковая дивизия, кроме тылов, ранее выведенных из боя, вышла единицами. 17-я бригада войск НКВД вышла в составе свыше 1000 активных штыков… 303-я и 19-я стрелковые дивизии имеют свыше 1000 активных штыков».
После прорыва из окружения и сосредоточения в указанном районе в армии осталось: 45-мм противотанковых орудий — 6; 76-мм орудий полковой артиллерии — 4; 76-мм орудий дивизионной артиллерии — 19; 122-мм гаубиц — 12; 122-мм пушек — 12; 152-мм пушек-гаубиц — 17; 50-мм миномётов — 15; 82-мм миномётов — 40; 120-мм миномётов — 10; танков — 9..

## Продолжение контрнаступления вермахта
К утру 12 марта 69-я армия заняла рубеж Золочев, Дементьевка, Малые Проходы. Непосредственно на белгородском шоссе к обороне переходила наиболее боеспособная 183-я стрелковая дивизия, насчитывавшая до 5000 человек, 47 орудий и 51 миномёт. Остальные дивизии в большинстве своем являлись таковыми лишь по названию. Так, в 160-й стрелковой дивизии имелось 882 человека, 2 орудия и 18 миномётов, а в 270-й стрелковой дивизии — до 1000 человек, 6 орудий и 4 миномёта. В 340-й стрелковой дивизии оставалось 275 человек, 1 орудие и 7 миномётов. Всего 1 орудие и 6 миномётов имелось в 107-й стрелковой дивизии.
Армии предстояло создавать новую группировку сил и средств, осуществлять инженерное оборудование местности, организовывать огневое поражение противника в крайне ограниченные сроки. К тому же устойчивость её обороны во много зависела от хода боевых действий в полосе соседней с ней 40-й армии (генерал-лейтенант К. С. Москаленко). В то время, когда её соединения 11 марта приступили к запланированному отходу на новый рубеж обороны, перешёл в наступление немецкий 11-й армейский корпус, основу ударной группировки которого составила дивизия «Великая Германия». Ввиду неготовности, оказать серьёзного сопротивления ей советские войска не смогли. Подвергаясь непрерывным ударам на земле и с воздуха, они в течение трёх дней оставили Богодухов и Грайворон, позволили передовым подразделениям врага ворваться в Борисовку. В результате между смежными флангами 40-й и 69-й армий образовался значительный разрыв.
15 марта в полосу 40-й армии начали прибывать части 3-го гвардейского танкового корпуса генерал-майора И. А. Вовченко. Его 19-я гвардейская танковая бригада с ходу вступила во встречный бой с дивизией «Великая Германия» в районе Борисовки и сумела задержать её продвижение. В течение нескольких дней в сражение постепенно втянулись главные силы корпуса. В районе Борисовки, на подступах к Томаровке и Белгороду он потерял 110 танков Т-34, 46 танков Т-70 и 903 человека. Большое количество боевых машин было выведено из строя не только огнём артиллерии и танков, но и авиацией. Как отмечалось в отчете штаба соединения: «В течение боёв корпус впервые столкнулся с применением пикирующей авиации противника, вооруженной пушкой с реактивным снарядом. 19 марта на боёвые порядки 18-й гвардейской танковой бригады налетом авиации было выведено из строя 26 танков, из них Т-34 — 19. В первый же день авиация вывела из строя все средства радиосвязи в бригадах и корпусе».

### Бои на белгородском направлении

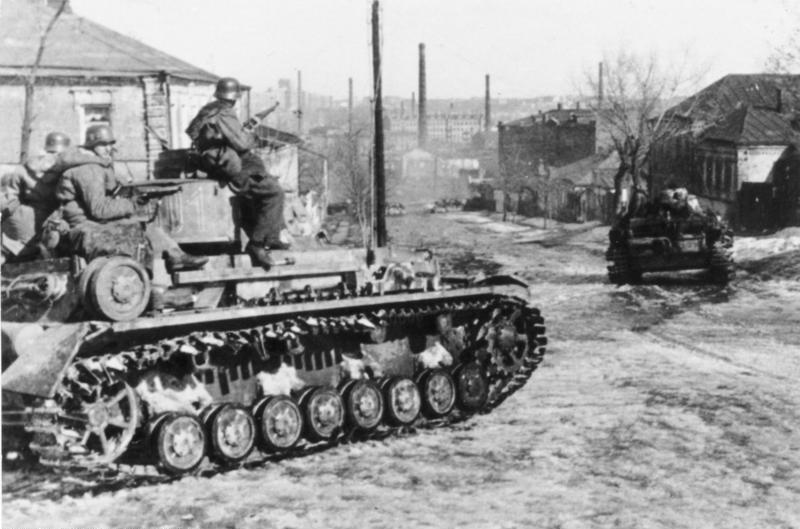
Т-IV из 2-й моторизованной дивизии СС «Рейх» на Холодной Горе, март 1943 года

После взятия Харькова главные силы 2-го танкового корпуса СС, завершив перегруппировку, 18 марта нанесли мощный удар из района Харькова по позициям 69-й армии и повели наступление на трех направлениях. Всего в сражение было введено до 125 танков. В своем отчёте генерал-полковник Ф. И. Голиков отразил эти события следующим образом: «Противник к утру 18 марта, подтянув свежие силы и пополнив свои части горючим и боеприпасами, возобновил атаки на всем фронте армии и к 11—12 часам прорвал фронт 183-й стрелковой дивизии и отбросил её к Зиборовке… В это же время танки и мотопехота при поддержке авиации прорвались на участке 340-й и 270-й стрелковых дивизий и устремились к Белгороду. Несколько позже начали атаку танки, бывшие в Большом Должике, Борисовке и Томаровке. Таким образом, войска армии оказались разрезанными и разобщенными между собой и начали отход на Северский Донец…».
Чтобы исключить такое развитие событий командующий войсками фронта Ф. И. Голиков приказал отвести 69-ю армию на новый рубеж обороны для прикрытия белгородского направления с юга. Но угроза прорыва врага к Белгороду стала очевидной и для представителя Ставки на Воронежском фронте А. М. Василевского. В разговоре по телефону с И. В. Сталиным он высказал мысль о необходимости «немедленно и серьёзно усилить курско-белгородско-харьковское направление», для чего направить сюда три армии, из них одну танковую.
Аргументы Василевского были приняты во внимание, и вскоре командующим войсками Центрального и Воронежского фронтов поступила директива Верховного Главнокомандующего, в которой отмечалось: «Выход южной группы противника севернее Харькова в район Казачья Лопань создает тяжёлое положение для Воронежского фронта и несёт угрозу разрушения тылов всего Центрального фронта. Противник имеет намерения выйти в сторону Белгорода, прорваться к Курску и соединиться с орловской группой немецких войск для выхода в тыл Центральному фронту. Ставка решила выдвинуть танковую армию Катукова навстречу подымающемуся на север противнику с задачей совместно с 21-й армией разгромить южную группу противника и ликвидировать создавшуюся угрозу для Центрального и Воронежского фронтов».
Для того чтобы не допустить захвата врагом Белгорода и обеспечить развёртывание прибывавших резервов Ставки ВГК генерал-полковник Ф.И. Голиков решил нанести контрудар на борисовском направлении и тем самым стабилизировать положение в полосе обороны 40-й армии. К нему привлекались 3-й и 5-й (генерал-майор А. Г. Кравченко) гвардейские танковые корпуса, две танковые и одна истребительная бригады, две стрелковые дивизии.
Контрудар планировался в условиях, когда немецкие войска вклинились в оборону фронта на глубину до 100 км и ещё не исчерпали своих наступательных возможностей. К тому же не было достигнуто необходимое превосходства над ними в силах и средствах. Создаваемым в полосе 40-й армии группировкам противостояли две дивизии («Великая Германия» и 168-я пехотная). Для их разгрома её командующий располагал всего 67 танками. Переход в наступление готовился поспешно, в условиях активного воздействия противника, что не позволило провести мероприятия по организации его огневого поражения и согласованию усилий выделенных для выполнения задачи соединений и частей различных родов войск.
По сути, контрудар, в том виде, каким он виделся командованию фронта, так и не состоялся. Дивизии немецкого 11-го армейского корпуса, продолжив без паузы наступление, сорвали организованное вступление созданных группировок в сражение и нанесли им большой урон в людях и технике. В соответствии с намеченным планом действовал только 5-й гвардейский танковый корпус, который, имея лишь 18 танков, практически никак не повлиял на общий ход боёвых действий.

### Бои на курском направлении
Захватив Белгород, 2-й танковый корпус СС и 11-й армейский корпус продолжили наступление против 40-й армии, отбрасывая её соединения на север и северо-восток с целью создания условий для нанесения удара в направлении Курска. Однако дальнейшее распространение врага было пресечено прибывавшей по решению Ставки ВГК 21-й армией генерал-лейтенанта И. М. Чистякова. Её передовая 52-я гвардейская стрелковая дивизия в ходе тяжёлых боёв на обояньском направлении остановила части дивизии СС «Мёртвая голова» и обеспечила сосредоточение и развертывание главных сил. Как сообщал в Ставку её представитель на Воронежском фронте А. М. Василевский: «Личным выездом в 52-ю гвардейскую стрелковую дивизию установил, что 20 марта из Белгорода вдоль шоссе на Обоянь противник наступал силами 45 танков, 15 бронемашин и до двух батальонов мотопехоты, но, встретив организованный огонь обороны 52-й дивизии и потеряв 13 танков и 5 бронемашин, отошел в район Оскочное, оставив перед передним краем обороны 87 трупов. По сведениям местных жителей, противник с поля боя всю ночь вывозил трупы и подбитые танки. Очень хорошо накрыли мотопехоту противника наши РС».
После этого прорвать оборону советских войск 2-й танковый корпус СС был уже не в силах. Но и 21-я армия, в отличие от первоначальных планов её применения — совместно с 1-й танковой армией разгромить вражескую группировку, осталась после отражения её затухающих ударов на занимаемом рубеже.
На этом боевые действия в полосе Воронежского фронта завершились. В их ходе армии его левого крыла были отброшены на значительную глубину, оставили Харьков и Белгород, понесли большие потери в людях и технике. Так, в 69-й армии после отхода за Северский Донец осталось всего 77 орудий и миномётов. 40-я армия только с 10 по 21 марта потеряла 134 орудия и 159 миномётов, а весь фронт — 645 орудий и 1358 миномётов.

## Результаты
Умело используя ошибки советского командования, командующему ГА «Юг» Манштейну удалось добиться остановки советского наступления и вернуть Харьков и Белгород. Прежде всего, такой результат стал следствием просчетов, допущенных Верховным Главнокомандованием на завершающем этапе зимней кампании 1942—1943 гг. Ставка ВГК недооценила всей серьёзности развернувшихся на юго-западном направлении в феврале 1943 года событий. Поэтому продвижение Воронежского фронта было остановлено слишком поздно.
Лишь когда появилась угроза глубокого прорыва крупных сил противника в направлении Курска, начали приниматься радикальные меры по предотвращению дальнейшего расширения его наступления. Воронежскому фронту были переданы резервы Ставки, что, в конце концов, позволило стабилизировать обстановку. Она оставалась неизменной вплоть до июля 1943 года, то есть до начала Курской битвы. По другим данным, боевые действия были остановлены из-за наступившей распутицы.